# Tellervo nephthys
Tellervo nephthys är en fjärilsart som beskrevs av Hans Fruhstorfer 1911. Tellervo nephthys ingår i släktet Tellervo och familjen praktfjärilar. Inga underarter finns listade i Catalogue of Life.